# Белгија на Светском првенству у атлетици на отвореном 2011.
Белгија је на 13. Светском првенству у атлетици на отвореном 2011. одржаном у Тегу од 27. августа до 4. септембра, учествовала тринаести пут, односно учествовала је на свим првенствима до данас. Репрезентацију Белгије је чинило 9 такмичара (6 мушкараца и 3 жене) који су се такмичили у 7 дисциплина (4 мушке и 3 женске).,
На овом првенству Белгија је освојила једну бронзану медаљу. Поред тога оборено је 5 личних рекорда и 4 рекорда сезоне. Овим успехом Белгија је у укупном пласману делила 33 место од укупно 204 земаље учеснице. У табели успешности према броју и пласману такмичара који су учествовали у финалним такмичењима (првих 8 такмичара) Белгија је са 3 учесника делила 20. место са 15 бодова.
Најуспешнија такмичар Белгије је био Кевин Борле, која је у дисциплини трчања на 400 метара освојио бронзану медаљу.
| Плас. | Земља   | 1. место | 2. место | 3. место | 4. место | 5. место | 6. место | 7. место | 8. место | Бр. финал. | Бод. |
| ----- | ------- | -------- | -------- | -------- | -------- | -------- | -------- | -------- | -------- | ---------- | ---- |
| =20.  | Белгија | 0        | 0        | 1        | 1        | 1        | 0        | 0        | 0        | 3          | 15   |

## Селекција атлетичара
У припремама за Светско првенство објављено је неколико листа са различитим бројевима такмичара. Последња објављена 21. августа имала је званичну листу са 11 атлетичара Међутим листа се смањује и коначна је укупно имала 9 такмичара.
Ово је разлика између пријављених дисциплина и учесника на та два списка.
| Легенда: | Укинуте дисциплине | Такмичили се у другој дисциплини |

|          | Дисциплина     | Атлетичари  |
| -------- | -------------- | ----------- |
| Мушкарци | 4 x 400 метара | Арно Дестат |
| Мушкарци | 4 x 400 метара | Joris Haeck |

## Учесници
| Бр. | Дисциплина    | Мушкарци                                              | Жене          | Укупно |
| --- | ------------- | ----------------------------------------------------- | ------------- | ------ |
| 1   | 400 м         | Кевин Борле Жонатан Борле                             |               | 2      |
| 2   | 1.500 м       | Жерон Доед                                            |               | 1      |
| 3   | 100 м препоне |                                                       | Ан Загре      | 1      |
| 4   | 400 м препоне |                                                       | Елоди Уедрого | 1      |
| 5   | 4 х 400       | Жонатан Борле* Антоан Жиле Nils Duerinck Кевин Борле* |               | 2      |
| 6   | Седмобој      |                                                       | Сара Ертс     | 1      |
| 7   | Десетобој     | Томас ван дер Плецен                                  |               | 1      |
|     | Укупно (7)    | 6                                                     | 3             | 9      |

- Звездицом су обележени такмичари који су учествовали у више дисциплина

## Освајачи медаља

### Бронза
- Кевин Борле — 400 м

## Резултати

### Мушкарци
| Атлетичар                                           | Дисциплина | Лични рекорд | Група       | Група         | Полуфинале           | Полуфинале           | Финале               | Финале      | Детаљи |
| Атлетичар                                           | Дисциплина | Лични рекорд | Резултат    | Место         | Резултат             | Место                | Резултат             | Место       | Детаљи |
| --------------------------------------------------- | ---------- | ------------ | ----------- | ------------- | -------------------- | -------------------- | -------------------- | ----------- | ------ |
| Кевин Борле                                         | 400 м      | 44,88        | 44,77       | 2. у гр. 3 КВ | 45,02                | 2. у гр. 1 КВ        | 44,90                |             |        |
| Жонатан Борле                                       | 400 м      | 44,71 НР     | 45,16       | 2. у гр. 4 КВ | 45,14                | 2. у гр. 3 КВ        | 45,07                | 5 / 36 (39) |        |
| Жерон Доед                                          | 1.500 м    | 3:36,0       | 3:45,54     | 10. у гр. 2   | Није се квалификовао | Није се квалификовао | Није се квалификовао | 31 /37 (38) |        |
| Жонатан Борле Антоан Жиле Nils Duerinck Кевин Борле | 4 х 400 м  | 2:59,37      | 3:00,71 ЛРС | 1. у гр. 2 КВ |                      |                      | 3:00,41 ЛРС          | 5 / 16      |        |

#### Десетобој
| Дисциплина    | Томас ван дер Плецен | Томас ван дер Плецен | Томас ван дер Плецен | Томас ван дер Плецен | Томас ван дер Плецен | Томас ван дер Плецен |
| Дисциплина    | Лич. рек.            | Резултат             | Бод.                 | Плас.                | Укупно               | Плас.                |
| ------------- | -------------------- | -------------------- | -------------------- | -------------------- | -------------------- | -------------------- |
| 100 м         | 11,27                | 11,20 ЛР             | 817                  | 23                   |                      |                      |
| Скок удаљ     | 7,57                 | 7,79 ЛР              | 913                  | 1                    | 1.824                | 5                    |
| Бацање кугле  | 13,41                | 12,76                | 653                  | 28                   | 2.477                | 15-16                |
| Скок увис     | 2,04                 | 2,17 ЛР              | 963                  | 1                    | 3.440                | 4                    |
| 400 м         | 48,64                | 49,46                | 840                  | 11                   | 4.280                | 4                    |
| 110 м препоне | 14,65                | 14,79                | 875                  | 19                   | 5.155                | 4                    |
| Бацање диска  | 37,73                | 37,20                | 608                  | 25                   | 5.763                | 14                   |
| Скок мотком   | 5,10                 | 5,10 =ЛР             | 941                  | 2                    | 6.704                | 8                    |
| Бацање копља  | 63,75                | 58,91                | 721                  | 13                   | 7.426                | 11                   |
| 1.500 м       | 4:32,52              | 4:45,86              | 644                  | 15                   | 8.069                | 13                   |

### Жене
| Атлетичарка   | Дисциплина    | Лични рекорд | Група    | Група       | Полуфинале            | Полуфинале            | Финале                | Финале       | Детаљи |
| Атлетичарка   | Дисциплина    | Лични рекорд | Резултат | Место       | Резултат              | Место                 | Резултат              | Место        | Детаљи |
| ------------- | ------------- | ------------ | -------- | ----------- | --------------------- | --------------------- | --------------------- | ------------ | ------ |
| Ан Загре      | 100 м препоне | 13,09        | 13,47    | 4. у гр. 4  | Није се квалификовала | Није се квалификовала | Није се квалификовала | 32 / 38 (39) |        |
| Елоди Уедрого | 400 м препоне | 55,72        | 55,40 ЛР | 3. гр. 2 КВ | 55,29 ЛР              | 5. у гр. 1            | Није се квалификовала | 11 / 38      |        |

#### Седмобој
| Дисциплина    | Сара Ертс | Сара Ертс       | Сара Ертс       | Сара Ертс       | Сара Ертс | Сара Ертс |
| Дисциплина    | Лич. рек. | Резултат        | Бод.            | Плас.           | Укупно    | Плас.     |
| ------------- | --------- | --------------- | --------------- | --------------- | --------- | --------- |
| 100 м препоне | 13,31     | 13,38 ЛРС       | 1.068           | 8               |           |           |
| Скок увис     | 1,81      | 1,79 ЛРС        | 903             | 22              | 1.973     | 17        |
| Бацање кугле  | 13,70     | 12,49           | 694             | 20              | 2.665     | 20        |
| 200 м         | 23,95     | Није стартовала | Није стартовала | Није стартовала | Одустала  | Одустала  |
| Скок удаљ     | 6,20      |                 |                 |                 |           |           |
| Бацање копља  | 40,40     |                 |                 |                 |           |           |
| 800 м         | -         |                 |                 |                 |           |           |